# Корпускулярно-кинетическая теория М. В. Ломоносова
Корпускуля́рно-кинети́ческая тео́рия тепла́ — выдвинутая в середине XVIII века М. В. Ломоносовым система принципов и взглядов, основанная на ряде теоретических положений, вытекающих из логических рассуждений и математических расчётов, и опирающихся на результаты экспериментов, или нашедших в них подтверждение.
Явилась аксиоматичным опровержением господствовавшей в то время «флюидной теории», доказательством несостоятельности представлений о флогистоне и теплороде — вехой, завершающей алхимический и ятрохимический период естествоведения — переходом к современным методам физики, химии и всего естествознания в целом. Использовалась М. В. Ломоносовым в его теоретических и практических исследованиях, касательство имеющих к основанной им физической химии (в современном понимании этой науки), — в основанной им же науке о стекле (методика и практика исследований, системный и экспериментальный принципы) и других направлениях его деятельности. Эпистемологически по многими своим параметрам эта фундаментальная концепция предвосхитила формирование и принципы современной молекулярно-кинетической теории. Однако теория Ломоносова противоречила господствовавшей тогда в научной среде теории теплорода, поэтому была забыта до второй половины XIX века и не оказала влияние на развитие науки.

## Теплороди теория М. В. Ломоносова

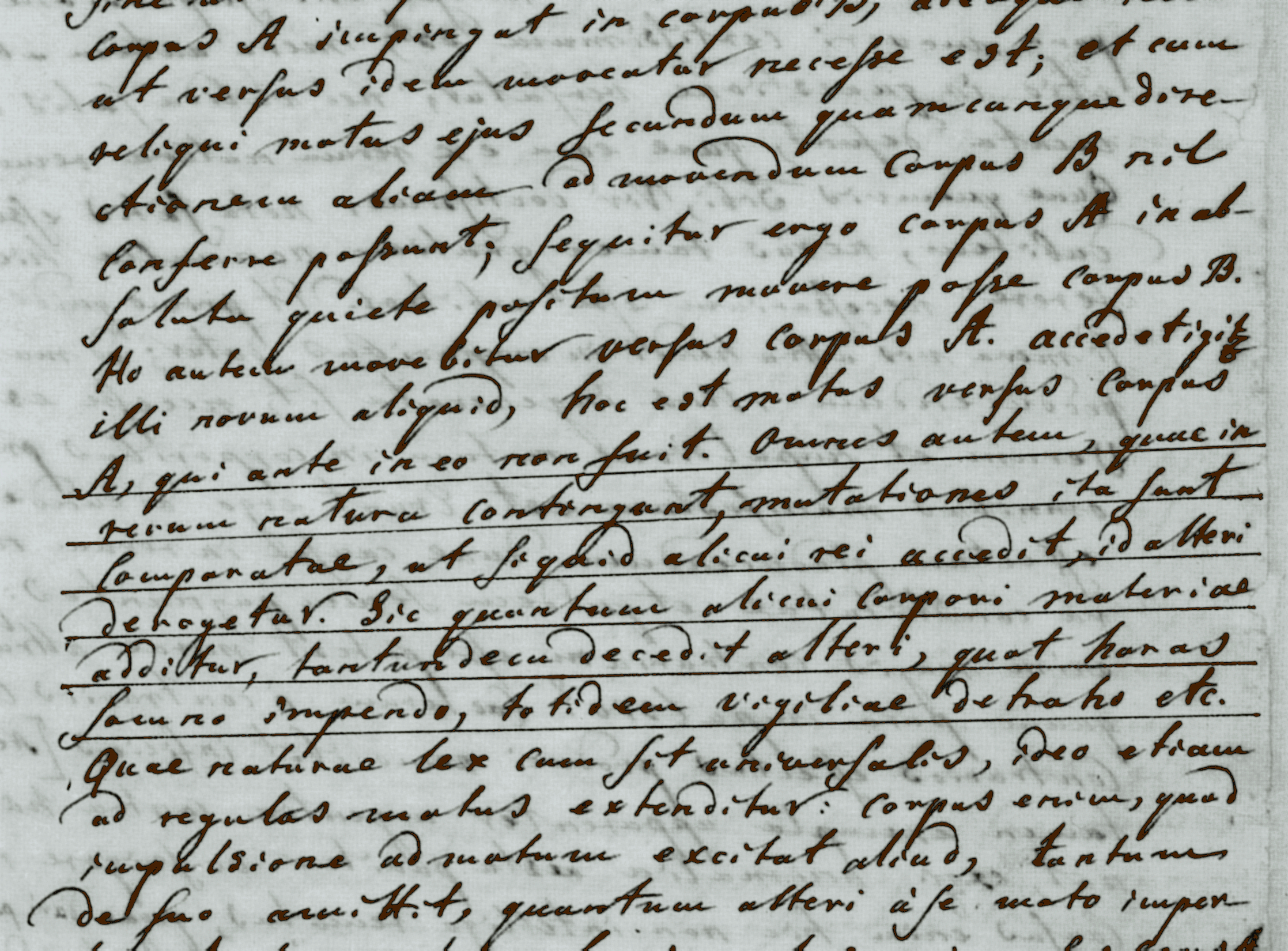
Фрагмент письма Михаила Ломоносова Леонарду Эйлеру. 5 июля 1748 года.

В середине XVIII века в европейской науке господствовала теория теплорода, впервые выдвинутая Робертом Бойлем. В основе этой теории лежало представление о некой огненной (или, как вариант, холодообразующей) материи, посредством которой распространяется и передается тепло, а также огонь.
М. В. Ломоносов обратил внимание ученого сообщества на то, что ни расширение тел по мере нагрева, ни увеличение веса при обжиге, ни фокусировка солнечных лучей линзой не могут быть качественно объяснены теорией теплорода. Связь тепловых явлений с изменениями массы изначально породили представление, что масса увеличивается вследствие того, что материальный теплород проникает в поры тел и остается там. М. В. Ломоносов задался вопросом: почему при охлаждении тела теплород остаётся, а сила тепла теряется?
Опровергая существующую теорию, М. В. Ломоносов предложил другую, в которой с помощью бритвы Оккама он отсекает избыточное понятие теплорода. Вот логические выводы М. В. Ломоносова, по которым, «достаточное основание теплоты заключается»:
1. «в движении какой-то материи» — так как «при прекращении движения уменьшается и теплота», а «движение не может произойти без материи»;
2. «во внутреннем движении материи», так как недоступно чувствам;
3. «во внутреннем движении собственной материи» тел, то есть «не посторонней»;
4. «во вращательном движении частиц собственной материи тел», так как «существуют весьма горячие тела без» двух других видов движения «внутреннего поступательного и колебательного», напр. раскалённый камень покоится (нет поступательного движения) и не плавится (нет колебательного движения частиц).

«Таким образом, мы доказали a priori и подтвердили a posteriori, что причиною теплоты является внутреннее вращательное движение связанной материи».
Эти рассуждения имели огромный резонанс в европейской науке. Поначалу теория Ломоносова более критиковалась, нежели принималась учёными. В основном критика была направлена на следующие стороны теории:
1. Частицы М. В. Ломоносова обязательно шарообразны, что не доказано (по мнению Рене Декарта, прежде все частицы были кубическими, но после стёрлись до шаров);
2. Утверждение, что колебательное движение влечет распад тела и потому не может служить источником тепла, тем не менее, общеизвестно, что частицы колоколов колеблются веками и колокола не рассыпаются;
3. Если бы тепло путём вращения частиц передавалось лишь передачей действия, имеющегося у тела, другому телу, то «б и куча пороху не загоралась» от искры;
4. И так как, вследствие затухания вращательного движения при передаче его от одной частицы к другой «теплота Ломоносова купно с тем движением пропала; но сие печально б было, наипаче в России»[6].

### «Коловратное движение»
Все сии диссертации не токмо хороши, но и весьма превосходны, ибо он [Ломоносов] пишет о материях физических и химических весьма нужных, которые по ныне не знали и истолковать не могли самые остроумные люди, что он учинил с таким успехом, что я совершенно уверен в справедливости его изъяснений. При сём случае г. Ломоносову должен отдать справедливость, что имеет превосходное дарование для изъяснения физических и химических явлений. Желать должно, чтоб и другия Академии в состоянии были произвести такия откровения, как показал г. Ломоносов. Эйлер в ответ к его сиятельству г. президенту 1747 года.

М. В. Ломоносов утверждает, что все вещества состоят из корпускул — молекул, которые являются «собраниями» элементов — атомов. В своей диссертации «Элементы математической химии» (1741; незакончена) учёный дает такое определения: «Элемент есть часть тела, не состоящая из каких-либо других меньших и отличающихся от него тел… Корпускула есть собрание элементов, образующее одну малую массу».
В более поздней работе (1748) он вместо «элемента» употребляет слово «атом», а вместо «корпускула» — партикула (лат. particula) — «частица» или «молекула» (лат. molecula). «Элементу» он придаёт современное ему значение — в смысле предела делимости тел — последней составной их части. Древние говорили: «Как слова состоят из букв, так и тела — из элементов». Атомы и молекулы (корпускулы и элементы) у М. В. Ломоносова часто также — «физические нечувствительные частицы», чем подчёркивает, что эти частицы чувственно неощутимы. М. В. Ломоносов указывает на различие «однородных» корпускул, то есть состоящх из «одинакового числа одних и тех же элементов, соединенных одинаковым образом», и «разнородных» — состоящих из различных элементов. Тела, состоящие из однородных корпускул, то есть простые тела, он называет началами (лат. principium).
Но учёный не останавливается на схеме строения — основной заслугой кинетической теории тепла М. В. Ломоносова является придание понятию движения более глубокой физической значимости. Причём именно М. В. Ломоносову принадлежит приоритет мысли о внутреннем вращательном («коловратном») движении частиц в контексте его тезисов о природе тепла, что в наибольшей степени, при всех издержках его системы, приблизило представления о строении материи к современному её состоянию — никто из его предшественников не даёт подобной модели; одним из основных заблуждений было мнение о том, что частицы соприкасаются (согласно современной модели они не находятся в постоянном соприкосновении, а соударяются, но фактор «соприкосновения» можно рассматривать, в соответствии с общими представлениями времени, как эквивалент нынешних факторов связи и взаимодействия частиц), при том, что неделимость их («нижний предел») не подразумевала какого бы то ни было строения, — следующий шаг был сделан только с гипотезой электрона (1874), а точнее — с формированием представления о вращательной симметрии электронного облака.
Дальнейшее его рассуждение — о скорости вращения, увеличение которой выражается повышением температуры тел и среды, умозрительно, не имеющей предела, в то же время — вообразимое отсутствие движение — состояние покоя, ближе всего подводит к мысли об абсолютном нуле («высшая степень холода… на земноводном шаре нигде не существует») — к основе второго начала термодинамики (1850). М. В. Ломоносов опытным путём вплотную приблизился к исключению флогистона и теплорода из системы естественнонаучных взглядов, и к окончательному «демонтажу» флюидной теории — к открытию водорода.
В статье «Опыт теории упругости воздуха» (1748) М. В. Ломоносов даёт кинетическую модель идеального газа, по отдельным положениям, при ряде поправок — соответствующую принятой в дальнейшем. По его гипотезе частицы отталкиваются подобно вращающимся телам, — а это является следствием того, что газ постоянно нагрет до определённой температуры. Учёный демонстрирует зависимость между объёмом и упругостью воздуха (см. закон Бойля-Мариотта); одновременно он указывает на то, что эта закономерность не распространяется на воздух при сильном его сжатии, причиной чему — конечный размер его молекул, — настоящая мысль применена Я. Д. Ван-дер-Ваальсом при выводе уравнения реального газа. Рассматривая тепло и свет, учёный в «Слове о происхождении света…» (1756—1757) приходит к выводам о вращательном («коловратном») распространении первого и волновом («зыблющемся») — частиц второго, первые — поглощаются «зажигательным сильным зеркалом», а вторые — отражаются; в 1771 году тепловое излучение («лучистая теплота») рассматривает К. В. Шееле. Русский учёный указывает на происхождение света и электричества как следствия движения одного и того же эфира, что при определённых поправках и с учётом обусловленного временем упрощённого понимания явления, можно сопоставить с положениями электромагнитной теории Д. К. Максвелла.
Справедливость такого рода соответствий можно наблюдать во многих разделах концепции М. В. Ломоносова, анологии эти и предшествие его гипотез достаточно убедительно показаны выдающимся химиком и историком науки Н. А. Фигуровским. Вообще же вращательное движение М. В. Ломоносов ставит во главу угла своей «Натуральной философии», как один из фундаментальных принципов мироздания. При всём умозрительно-философском характере логических рассуждений М. В. Ломоносова, по сложившемуся превратному мнению — при отсутствтии математической доказательной базы (что, впрочем, несправедливо, как мы увидим далее, учёный достаточно широко использовал математический аппарат; при том, что математика ни есть «абсолютный гарант достоверности» — неслучайно У. Гиббс заявляет: «Математик может говорить всё, что ему заблагорассудится, физик должен сохранять хоть толику здравого смысла»), они убедительны и справедливы (это отмечал, как мы видим, и математик Леонард Эйлер) и хорошо согласуются с последовавшими через многие десятилетия открытиями — подобно открытию продолжателя его — Д. И. Менделеева, который, не зная строения атома, дал фундаментальный закон, которым впоследствии руководствовались те, кто постигал именно это строение..
§26 .. Нельзя назвать такую большую скорость движения, чтобы мысленно нельзя было представить себе другую, ещё бо́льшую. Это по справедливости относится, конечно, и к теплотворному движению; ...Наоборот, то же самое движение может настолько уменьшиться, что тело достигает, наконец, состояния совершенного покоя и никакое дальнейшее уменьшение движения невозможно. Следовательно, по необходимости должна существовать наибольшая и последняя степень холода, которая должна состоять в полном прекращении вращательного движения частиц. — М. В. Ломоносов. О причине теплоты и холода. Июль 1749 
Выводы механической теории теплоты, подтвердив саму её, впервые обосновали гипотезу об атомно-молекулярном строении материи — атомистика получила объективные естественнонаучные доказательства. С корпускулярной теорией и молекулярно-кинетическими взглядами М. В. Ломоносова напрямую связано его понимание актуальности закона сохранения вещества и силы (или движения). Принцип сохранения силы (или движения) для него стал начальной аксиомой в рассмотрении им аргументов в обосновании молекулярного теплового движения. Принцип этот регулярно применяется им в ранних работах. В диссертации «О действии химических растворителей вообще» (1743) он пишет: «Когда какое-либо тело ускоряет движение другого, то сообщает ему часть своего движения; но сообщить часть движения оно не может иначе, как теряя точно такую же часть». Аналогичны соображения о принципе сохранения вещества, показывающего несостоятельность теории теплорода. Руководствуясь им, М. В. Ломоносов выступает с критикой идей Р. Бойля о преобразовании огня в «стойкую и весомую» субстанцию. В «Материалах для биографии Ломоносова» в документе № 165 — видим, что учёный пишет в декабре 1756 года: «В Химии: 1) Между разными химическимми опытами. которых журнал на 13 листах, деланы опыты в заплавленных накрепко стеклянных сосудах, чтобы исследовать: прибывает ли вес металлов от чистого жару. Оными опытами нашлось, что славного Роберта Боция (ошибка — следует читать, конечно, Бойля) мнение ложно, ибо без пропущения внешенго воздуха вес сожжённого металла остаётся в одной мере…». В 1774 году А. Л. Лавуазье опубликует работу, в которой описаны аналогичные опыты; позднее им был сформулирован и опубликован закон сохранения вещества — результаты опытов М. В. Ломоносова не были опубликованы, поэтому о них стало известно только через сто лет...
В письме к Л. Эйлеру он формулирует свой «всеобщий естественный закон» (5 июля 1748 года). повторяя его в диссертации «Рассуждение о твердости и жидкости тел» (1760):
...Все перемены, в натуре случающиеся, такого суть состояния, что сколько чего у одного тела отнимется, столько присовокупится к другому, так ежели где убудет несколько материи, то умножится в другом месте... Сей всеобщий естественный закон простирается и в самые правила движения, ибо тело, движущее своею силою другое, столько же оные у себя теряет, сколько сообщает другому, которое от него движение получает.
Являясь противником теории флогистона, М. В. Ломоносов, тем не менее, вынужден был делать попытки согласования её со своей «корпускулярной философией» (например, объяснить механизм окисления и восстановления металлов и «состав» серы — рационального понимания явлений не было, отсутствовала научная теорией горения — ещё не был открыт кислород), что было естественно в современной ему всеобщей «конвенциональности» относительно теории «невесомых флюидов», — иначе он не только не был бы понят, но его идеи вообще не были бы приняты к рассмотрению. Но учёный уже подвергает критике Г. Э. Шталя: «Так как восстановление производится тем же, что и прокаливание, даже более сильным огнём, то нельзя привести никакого основания, почему один и тот же огонь то внедряется в тела, то из них уходит».
Основные сомнения М. В. Ломоносова связаны с вопросом невесомости флогистона, который, удаляясь при кальцинации из металла, даёт возрастание веса продукта прокаливания — в чём учёный усматривает явное противоречие «всеобщему естественному закону». М. В. Ломоносов оперирует флогистоном как материальным веществом, которое легче воды — по существу указывая на то, что это — водород. В диссертации «О металлическом блеске» (1745) он пишет: «…При растворении какого-либо неблагородного металла, особенно железа, в кислотных спиртах из отверстия склянки вырывается горючий пар, который представляет собой не что иное, как флогистон, выделившийся от трения растворителя с молекулами металла (ссылка на „Диссертацию о действии химических растворителей вообще“) и увлеченный вырывающимся воздухом с более тонкими частями спирта. Ибо: 1) чистые пары кислых спиртов невоспламенимы; 2) извести металлов, разрушившихся при потере горючих паров, совсем не могут быть восстановлены без добавления какого-либо тела, изобилующего горючей материей». К аналогичному выводу («горючий воздух» — флогистон, позднее названный водородом), более 20 лет спустя пришёл английский ученый Г. Кавендиш, который был уверен, что его открытие разрешает все противоречия теории флогистона. Идентичный вывод М. В. Ломоносова в работе «О металлическом блеске» (1751) «остался незамеченным»,
Своей «Корпускулярной философией» М. В. Ломоносов не только подвергает критике наследие алхимии и ятрохимии, но, выдвигая продуктивные идеи, использовавшиеся им на практике — формирует новую теорию, которой суждено было стать фундаментом современной науки.

## Из трудов М. В. Ломоносова — к разъяснению корпускулярной (молекулярно-кинетической) теории тепла

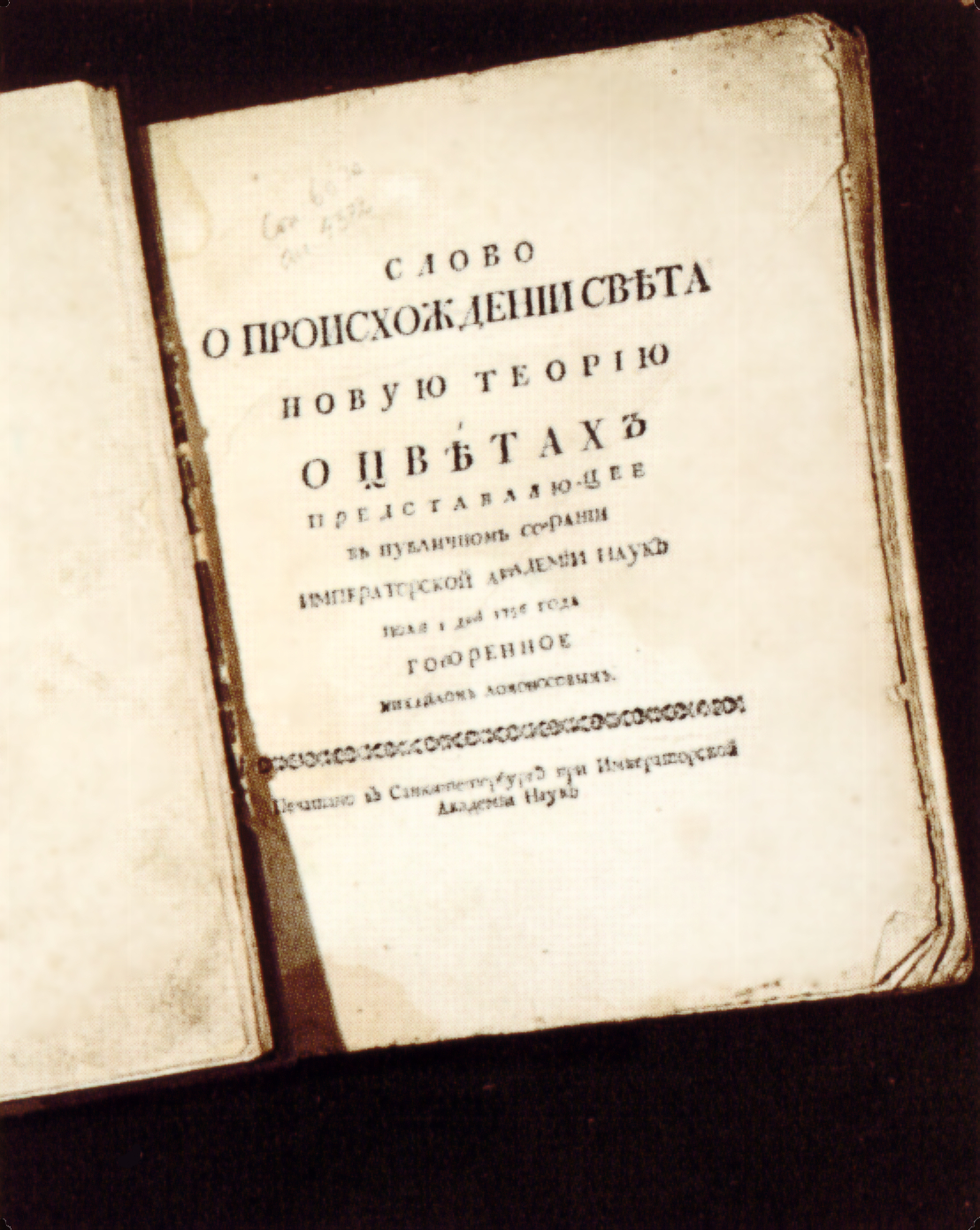
«Слово о происхождении света, новую теорию о цветах представляющее, в публичном собрании Императорской Академии наук июля 1 дня 1756 года говоренное Михайлом Ломоносовым. Печатано в Санктпетербурге, при Императорской Академии наук»

- «Элементы математической химии» (1741)[2]

Первая по времени попытка учёного согласовать разрабатываемое им корпускулярное (атомно-молекулярное) учение с химией.
Определение
40) …Корпускулы разнородны, когда элементы их различны и соединены различным образом или в различном числе; от этого зависит бесконечное разнообразие тел. …
- «Опыт теории о нечувствительных частицах тел и вообще о причинах частных качеств» (1743—1744)[2]

Опыт 2
§ 51. Металлы и некоторые другие тела растворяются в растворителях и разделяются на очень малые части, которые неотделимы от растворителей, но составляют с ними однородное тело. Летучие тела рассеиваются по воздуху и исчезают в нём. Горючие распадаются от действия огня на неосязаемые частицы.
Присовокупление
§ 52. Физические тела разделяются на мельчайшие части, в отдельности ускользающие от чувства зрения, так что тела состоят из нечувствительных частиц.
Пояснение
§ 53. Следующее доказывает поразительную малость нечувствительных физических частиц. Кубическая линия парижского фута золота весит приблизительно 3 грана, а один гран мастера́ растягивают в тончайший листок, имеющий 36 квадратных дюймов. …три грана или кубическая линия золота, растянутая в такой листок, равняется приблизительно 108 квадратным дюймам или 15 552 квадр[атным] линиям. …в одной кубической линии парижского фута золота содержится 3 761 479 876 608 кубических частиц золота, сторона которых равна толщине листка; таким образом, в одной кубической песчинке, сторона которой равна 1/10 линии, может содержаться приблизительно 3 761 479 876 таких частиц, которые физически отделяются друг от друга… г. де-Малезье наблюдал в микроскоп мельчайшие существа, величина любого из которых относилась к величине тли, как 1 к 27 000 000; и так как эти существа живут, следовательно имеют части и сосуды, необходимые для движения, питания и чувствования, …то ясно, что тела их состоят из нечувствительных частиц, поразительно малых и физически разделимых, …
- «Опыт теории упругости воздуха» (1748)[2]

§ 7. …припомним опыт Роберваля, который держал воздух сильно сжатым в течение 15 лет и в конце концов нашёл упругость его неизменной… Поэтому мы принимаем…, что частицы воздуха — именно те, которые производят упругость, стремясь отойти друг от друга,— лишены всякого физического сложения и организованного строения и, чтобы быть способными переносить такие испытания и производить столь поразительные действия, должны быть крайне прочными и не подверженными каким-либо изменениям; поэтому их по справедливости следует назвать атомами. А так как они физически действуют на вещественные тела, то сами должны иметь протяжение.
§ 8. Что же касается фигуры атомов воздуха, … весма близкая к шарообразной. … Так как, далее, горячий воздух нагревает находящиеся в нём холодные тела, то, значит, атомы его возбуждают в частицах соприкасающихся с ним тел вращательное движение (См. «Размышления о причине теплоты и холода», 1749), которое и производит теплоту. …
- «Теория электричества, изложенная математически» (1756)[2]

Положение
§. Свет распространяется колебательным движением.
Доказательство
Свет не может распространяться поступательным движением (§), следовательно, распространяется либо вращательным, либо колебательным (§). Вращательным движением распространяется и теплота (§); но тем движением, которым распространяется теплота, не распространяется свет (§). Следовательно, свет не распространяется ни поступательным, ни вращательным движением, а потому только колебательным. …
Изъяснение
§. Насколько естественной и насколько согласной с природой является эта причина распространения света, делается вполне очевидным по аналогии: ибо как в воздухе и т. д.
Положение
§. Частицы, составляющие эфир, всегда находятся в соприкосновении с соседними.
Доказательство 1-е
Свет распространяется через огромнейшие пространства в нечувствительный момент времени (явствует из бесчисленных наблюдений и повседневного опыта); колебательное же движение, которым через эфир распространяется свет, не может иначе происходить, как если одна корпускула ударит от другую корпускулу… А величина бесконечно малая, взятая бесконечно большое число раз, даёт осязательное и большое. Поэтому и время распространения света было бы заметным, если бы частицы эфира не были все в соприкосновении; но так как время распространения света на огромные расстояния едва заметно, то, очевидно, частицы эфира должны быть в соприкосновении, что и требовалось доказать.
И не можем ли мы наблюдать аналогию, с тем, что сказано почти через двести лет (по крайней мере, в виде «зыблющегося» движения частицы как субстрата представлений о присущей ей волне), заменив «соприкосновение» — иным эквивалентом общности и взаимодействия?

Таким образом, попытаться приписать… вообще всем частицам, подобно фотонам, двойственную природу, наделить их волновыми и корпускулярными свойствами, связанными между собой квантом действия…
В чём же в основном заключается задача? По существу в установлении определённого соответствия между распространением некоей волны и движением частицы, причём величины, описывающие волну, должны быть связаны с динамическими характеристиками частицы…
— Луи де Бройль, Волновая механика — из книги «Революция в физике» (1936)
- «Слово о происхождении света, новую теорию о цветах представляющее» (1756)[2]

Коловратное движение частиц на изъяснение и доказательство всех свойств теплоты достаточно. …
Зажигательное сильное зеркало, покрытое чёрнымм лаком, производит в зажигательной точке свет превеликий, жару — ни мало, ясно показывая, что коловратное движение эфира в чёрной материи утомилось, зыблющееся беспрепятственно осталось. …
В каждые осьм минут совершается распространение света до земли от солнца; следовательно, в двенадцать часов перейдёт от него к оной песчинке эфирной материи осьм тысяч шестьсот сорок миллионов кубичных земных полудиаметров. …
Сие нахожу в нечувствительных первоначальных частицах, все тела составляющих, от премудрого архитектора и всесильного механика устроено и утверждено между непреложными естественными законами. …
Желал бы я для утверждения сей системы все примеры из многочислленных опытов, которые особливо мною учинены в изысканиях разноцветных стёкол к мозаичному художеству. …
- «Рассуждения о твёрдости и жидкости тел» (1760)[2]

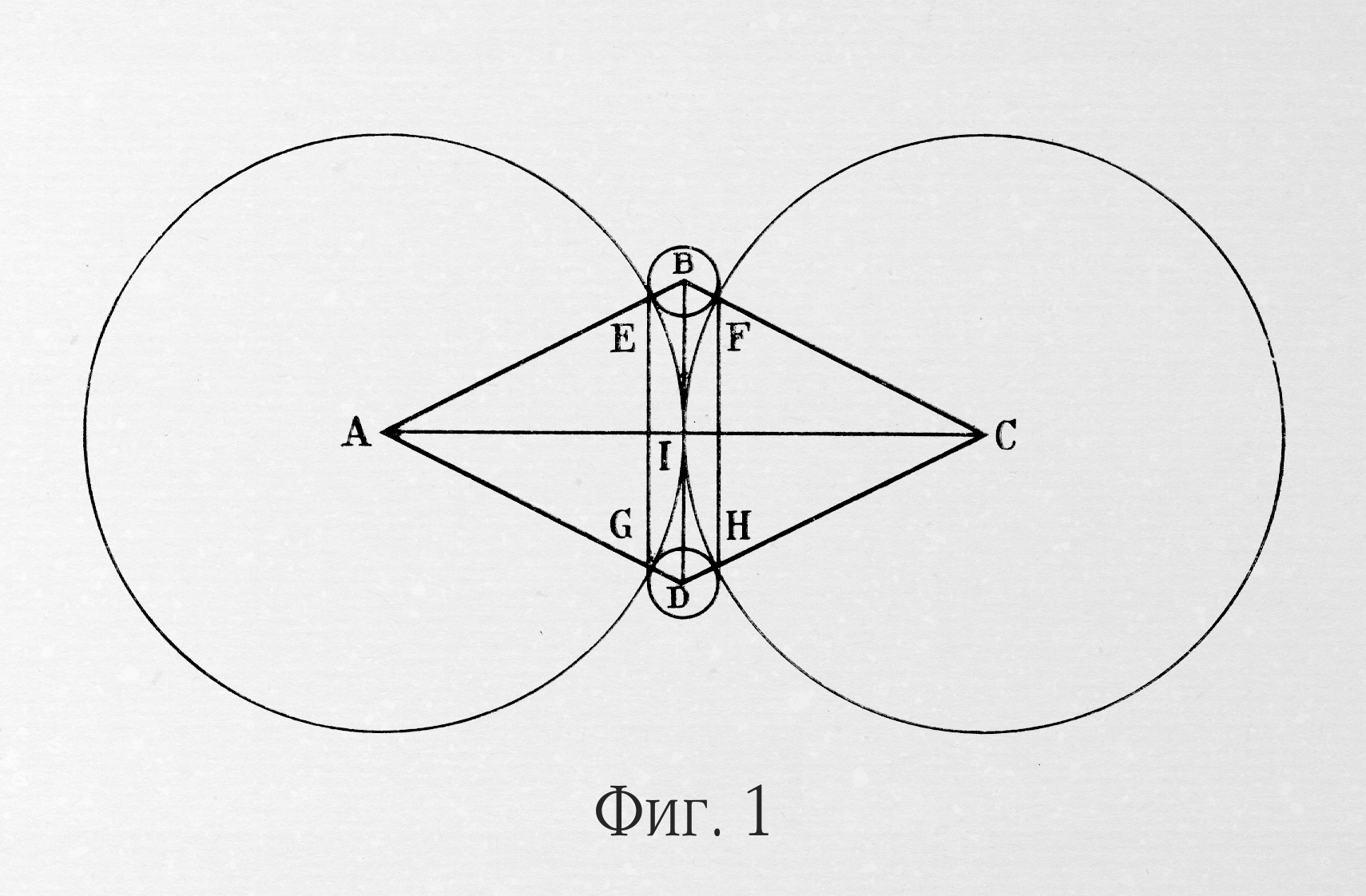
рисунок к статье М. В. Ломоносова «Рассуждение о твёрдости и жидкости тел» (1760)

Зимой 1759/1760 годов И. А. Брауну и М. В. Ломоносову удалось впервые заморозить ртуть, считавшуюся до того времени жидким телом. Русские и многие иностранные научные журналы сообщали об этом. М. В. Ломоносов, на основе своего атомистического учения, предлагает новую модель твёрдого тела, — пытается объяснить причину увеличения его объёма при нагревании и механизм изменения агрегатного состояния. Он полностью повторяет свою формулировку «всеобщего естественного закона», изложенного в письме Л. Эйлеру (5 июля 1748 года). В XX веке эта работа была переведена на немецкий, французский и английский языки . Н. Н. Бекетов пишет по этому поводу: «…Он высказывает такие взгляды, которые и теперь с трудом ещё проникают в умы учёных… Объясняет на основании своей динамической теории теплоты… Этот взгляд и теперь принят уже в сороковых и пятидесятых годах XIX столетия».
§ 13. Отсюда происходит следующее правило: частицы нечувствительные, составляющие тела, чем крупнее, тем крепче союз имеют, чем мльче, тем слабже.. Когда в союзе состоящие частицы — шарички, то пускай будут полудиаметры бо́льших частиц (фиг. 1) AE, CF, AI, CI = a, полудиаметр EB и BF частицы сжимающия материи [равен] r. Притом из самого сложения фигуры явствует, что BI перпендикулярна к AC; следовательно, будет
{\displaystyle {BI}={\sqrt {{[}({a}+{r})^{2}-{a}^{2}{]}}}}. Но как AD, DC, AB, BC равны между собою, будет треугольник ADC = и ~ ABC; для того и BI = DI; следовательно {\displaystyle {BD}=2{\sqrt {{[}({a}+{r})^{2}-{a}^{2}{]}}}} = диаметру союзного плана частиц A и C. Потом пусть будет p — периферия круга, которого диаметр = 1; то будет самая союзная плоскость = {\displaystyle {p}={\sqrt {{[}({a}+{r})^{2}-{a}^{2}{]}}}}. Наконец, пусть будет полудиаметр меньших частиц, тела составляющих, A и C = a − e и полудиаметр частицы сжимающия материи = r. И понеже прочее тем же образом происходит, как выше сего доказывается, то будет BD = {\displaystyle {BD}=2{\sqrt {{[}({a}-{e}+{r})^{2}-({a}-{e})^{2}{]}}}} = диаметру союзной плоскости меньших частиц, а сама плоскость союзная = p[(a − e + r)² − (a − e)²]; итак, союзная плоскость бо́льших частиц к союзной плоскости меньших будет =
p[(a + r)² − a²] к p[(a − e + r)² − (a − e)²] = (a + r)² − a ² к (a − e + r)² − (a − e)² = r + 2 a к r + 2(a − e). Посему союзная плоскость бо́льших частиц будет больше союзной плоскости меньших; следовательно, частицы чем крупнее, тем крепче союз имеют; чем мельче, тем слабже.
§ 14 Итак, из сего заключить нетрудно, коль многие и разные свойства, в союзе частиц бывающие, по сему правилу истолковать можно, рассуждая разную величину частиц в смешении. Того ради пускай перестанут дивиться и сомневаться испытатели натуры, что все особливые тел качества происходить могут от частиц, одну только круглую фигуру имеющих, а особливо приняв в рассуждение силу совмещения частиц, показанную в Слове о происхождении света и цве́тов. Сверх того, чтобы в пример взяли искусство, которым из круглых ниток, а особливо ежели они разную толщину имеют, бесчисленное и различное множество тканых и плетёных вещей отменными узорами производится по разному их положению.